# 18520 Wolfratshausen
18520 Wolfratshausen è un asteroide della fascia principale. Scoperto nel 1996, presenta un'orbita caratterizzata da un semiasse maggiore pari a 2,6788768 UA e da un'eccentricità di 0,1864906, inclinata di 3,56703° rispetto all'eclittica.